# Mercedes Peñas Domingo
María Mercedes Peñas Domingo (Madrid, España, 18 de noviembre de 1968) es una politóloga española nacionalizada costarricense, esposa del expresidente de Costa Rica, Luis Guillermo Solís. Peñas fue directora de la Fundación para el Desarrollo Local y el Fortalecimiento Municipal e Institucional de Centroamérica y del Caribe (FUNDEMUCA) la cual fomenta el desarrollo local en la región.
Peñas estudió ciencia política con especialidad en relaciones internacionales y América Latina en la Facultad de Ciencias Políticas y Sociología (Universidad Complutense de Madrid). Conoció a su pareja Luis Guillermo Solís cuando cursaba una maestría en relaciones internacionales en la internacional Universidad para la Paz de Naciones Unidas, donde Solís era profesor.
La Universidad para la Paz es una institución académica dependiente de la Organización de las Naciones Unidas. Fue creada en 1980 por la Asamblea General de las Naciones Unidas, durante la administración del Presidente Rodrigo Carazo Odio (1978-1982)
Llegó a Costa Rica en 1991 y es la compañera sentimental de Solís desde 2006, con quien tiene una hija llamada Inés. Solís tiene otros cinco hijos de un matrimonio anterior.
Peñas ha manifestado que no está tan interesada en asumir el rol tradicional de primera dama como es usual en la pareja del presidente de turno, sino de aportar al gobierno especialmente en el tema de desarrollo municipal en que es experta.